# سهره مورچه‌گیر خالدار
سهره مورچه‌گیر خالدار یا سهره مورچه‌گیر وودهاوس (نام علمی: Parmoptila woodhousei) یک گونه پرنده نامعمول از سهرگان ریز است که وابستگی نامشخصی دارد. این نام به یاد کاشف و کلکسیونر آمریکایی ساموئل واشینگتن وودهاوس نام‌گذاری شد.